# Marcin Sieciechowicz
Marcin Sieciechowicz (ur. 27 marca 1992 w Poznaniu) – polski szachista, mistrz międzynarodowy od 2010 roku.

## Kariera szachowa
Wielokrotnie startował w finałach mistrzostw Polski juniorów w różnych kategoriach wiekowych, zdobywając 4 medale: złoty (Karpacz 2010 – do 18 lat), dwa srebrne (Łeba 2007 i Łeba 2008 – oba do 16 lat) oraz brązowy (Kołobrzeg 2004 – do 12 lat). Był również dwukrotnym reprezentantem Polski na mistrzostwach Europy do 16 lat (Szybenik 2007 i Herceg Novi 2008).
W 2009 r. podzielił II m. (za Wołodymyrem Małaniukiem, wspólnie z Vidmantasem Malisauskasem) w otwartym turnieju w Koszalinie. Normy na tytuł mistrza międzynarodowego wypełnił w latach 2009 (w Cappelle-la-Grande i podczas ekstraligi w Lublinie) oraz 2010 (w Mariańskich Łaźniach, dz. IV m. w arcymistrzowskim turnieju kołowym, za Dominikiem Orzechem, Richardem Rapportem, Pavlem Simackiem, wspólnie z Henrikiem Danielsenem). Na przełomie 2010 i 2011 r. podzielił I m. (wspólnie z Ołeksandrem Zubowem, Jewgienijem Szarapowem i Kamilem Dragunem) w cyklicznym turnieju Cracovia w Krakowie. W 2011 r. zwyciężył w Kowalewie Pomorskim, podzielił I m.  Legnicy (wspólnie z Ołeksandrrm Sułypą) oraz podzielił II m. w memoriale Akiby Rubinsteina w Polanicy-Zdroju (za Aleksandrem Hnydiukiem, wspólnie z Marcinem Tazbirem i Mateuszem Kołosowskim). W 2012 r. zwyciężył w turnieju Konik Morski Rewala w Rewalu.
Indywidualny Mistrz Polski w szachach szybkich (Trzcianka 2022).
Najwyższy ranking w dotychczasowej karierze osiągnął 1 czerwca 2013 r., z wynikiem 2462 punktów zajmował wówczas 42. miejsce wśród polskich szachistów.